# أرزن الروم
أَرْزَن الرُّوم هي بلدة تاريخيَّة من بلاد أرمينية. أهلها أرمن.

## التاريخ
كانت البلدة في عصر ياقوت الحموي أكبر وأعظم من مدينة أرزن، ولها حكم مستقل بها مقيم فيها، وولاية ونواحٍ واسعة كثيرة الخيرات، وإحسان صاحبها إلى رعيته بالعدل فيهم ظاهر. ويتابع الحموي، قائلًا: «إلا أن الفسق وشرب الحمور وارتكاب المحظور فيها كان شائعاً لا ينكره منكر ولا يستوحش منه مبصر».

### فهرس المنشورات
1. 1 2  الحموي (1977)، ج. 1، ص. 150-151.

### معلومات المنشورات كاملة
الكتب مرتبة حسب تاريخ النشر
ياقوت الحموي (1977)، معجم البلدان (ط. 1)، بيروت: دار صادر، OCLC:1014032934، QID:Q114913343